# Laura Stridsberg
Anna Laura Stridsberg, född 7 april 1884 i Stockholm, död 28 januari 1976 i Stockholm, var en svensk bibliotekarie och museitjänsteman. Hon var bibliotekarie vid Nordiska museet. En av hennes större insatser var insamlandet av Artur Hazelius, grundare av Skansen och Nordiska museet, brev och handlingar från de tre sista decennierna av hans liv.

## Biografi
Laura Stridsberg var dotter till Olof Arvid Stridsberg, adjunkt vid Högre latinläroverket, och Maria Stridsberg (född Wahlström), tidigare lärare vid Andersinska skolan, ett privat elementarläroverk för flickor i Göteborg. Stridsberg hade tre bröder, Gustaf född 1877, Olof Axel född 1879, samt tvillingbrodern Lennart. Familjen var bosatt i Gamla Klara skolhus men flyttade 1888 till Observatoriegatan 22 i Vasastaden. Båda föräldrarna var litterärt bevandrade och goda skribenter. På kvällarna brukade modern sjunga verser ur Carl Michael Bellmans naturlyrik, något som påverkade den unga Laura Stridsberg och ingav henne en stark känsla för naturen. Redan som mycket ung fick hon tillträde till faderns bibliotek och därmed obehindrad tillgång till all slags litteratur. Hon läste innantill vid fem års ålder och skrevs direkt in i klass 2 vid Anna Sandströms skola år 1893. Efter avslutad skolgång var hon under två års tid extraelev vid det nyöppnade Anna Sandströms seminarium.

### Verksamhet vid Skansen och Nordiska museet
Vintern 1904 kallades Laura Stridsberg av dåvarande Skansenchefen Gunnar Hazelius till arbetsprövning vid Skansen. Efter en kort provperiod började hon vid 19 års ålder sin tjänstgöring som amanuens. Som så kallad kullmamma fick hon också ansvar för de unga ditresta dalkullorna. Efter några månader utsträcktes hennes tjänstgöring även till Nordiska museet. I arbetet ingick visningar av Skansens kulturhistoriska avdelning och museets samlingar, tjänstgöring i bibliotekets expedition med mera. Under drygt 20 års tid delade Laura Stridsberg sin tid mellan Skansens programverksamhet och tjänstgöringen på Nordiska museets bibliotek, från 1926 var hon heltidsanställd för tjänst vid biblioteket. Tjänsten där kom att involvera ett omfattande arbete med museets handskriftssamling, där hon förutom arbetet med Artur Hazelius papper, bland annat biträdde i uppbyggnaden av Arkivet för svensk folkkännedom. Hon inspirerades starkt av handskriftsmaterialet och skrev flera artiklar om Artur Hazelius, om Skansen och museets historia. Arbetet på biblioteket och möten med människorna där har hon varmt och humoristiskt beskrivit i både tal och skrift. Laura Stridsberg var en populär föredragshållare såväl i som utanför biblioteksvärlden. Efter drygt 40 år som en mycket uppskattad medarbetare på Skansen och Nordiska museet pensionerades Laura Stridsberg 1947. Under 14 års tid därefter tjänstgjorde hon som semestervikarie på biblioteket. För sin insats förlänades Laura Stridsberg förtjänstmedaljen Litteris et Artibus 1944.

### Övrig verksamhet
Laura Stridsbergs samhällsengagemang var stort och hon var medlem i en rad föreningar och organisationer, bland andra Fredrika-Bremer-Förbundet, Internationella kvinnoförbundet för fred och frihet (IKFF), Kyrkans Vänner, Högerpartiets kvinnoförening och Sällskapet Nya Idun. Under andra världskriget var hon tillsammans med brodern Gustaf Stridsberg engagerad i den antinazistiska sammanslutningen Tisdagsklubben, grundad av författaren Amelie Posse 1940. Klubben var aktiv till 1945 men återuppstod 1960 under namnet Nya Tisdagsklubben. Laura Stridsberg utsågs då till klubbens sekreterare. Under andra världskriget gav hon också sitt stöd till Radikala landsföreningen.
Vid sidan av samhällsengagemanget fanns ett stort kulturellt intresse. Laura Stridsberg var bland annat mycket intresserad av folkdans och var livet igenom engagerad i föreningen Folkvisedans Laget i Stockholm, bildad 1905. Hon blev styrelsemedlem 1909 och var under 10 år föreningens ordförande. Hon dokumenterade föreningens repertoar och författade flera artiklar och småskrifter i ämnet.
Laura Stridsberg var även djupt berörd av författaren Karin Eks liv och diktning. Intresset resulterade bland annat i ett föredrag för Fredrika-Bremer-Förbundet 1934 samt en artikel i Studiekamraten 1941.
Arkivet efter Laura Stridsberg vittnar om hennes samhällsengagemang men också om stor mänsklig omtänksamhet. Hennes sociala kontaktnät var mycket stort och vänskapsförbindelserna många. Laura Stridsbergs brevkorrespondens är omfattande med kontakter som spänner över många decennier. Bland dessa finns Rut Gavelin och Emilia Fogelklou.
Laura Stridsberg bodde kvar i våningen på Observatoriegatan i över 80 år. I en radiointervju från 1974 var hon i färd med att ordna sina och familjemedlemmars handlingar. Hon berättade då om sitt senaste projekt, en citatsamling utifrån temana natur, kultur, musik och vänskap. Detta arbete hann hon dessvärre aldrig slutföra.
Laura Stridsberg avled 1976 och ligger begravd på Norra begravningsplatsen i Solna.